# Infiniti M30
Der Infiniti M30 war ein von der japanischen Automobilmarke Infiniti von 1989 bis 1992 in den USA angebotenes Coupé der oberen Mittelklasse.
Er ist die US-Version des japanischen Nissan Leopard der Bauserie F31 (1986–1992), angetrieben von einem Dreiliter-V6-Ottomotor. Außer dem Coupé gab es ab Frühjahr 1991 ein von American Specialty Cars (ASC) umgebautes Cabriolet mit einem dort entwickelten automatischem Verdeck; ein Leopard-Cabrio gab es in Japan nicht.

## Übersicht
Der Infiniti M30 gehörte zusammen mit dem Q45 zu den ersten Modellen der neugegründeten Premium-Marke Infiniti von Nissan. Die Marke war zunächst ausschließlich für den US-Markt entwickelt worden, wo Infiniti ebenso wie zeitgleich Lexus vor allem den deutschen Premiumherstellern Konkurrenz machen wollte.
Alle M30 wurden von einem 3,0-Liter-SOHC-VG30E-V6-Ottomotor mit 24 Ventilen angetrieben, der eine maximale Leistung von 164 PS (121 kW) bei 6000/min hatte sowie ein maximales Drehmoment von 244 Nm bei 3500/min lieferte. Über ein 4-Gang-Automatikgetriebe wurde das Drehmoment auf die Hinterräder übertragen. Die angegebene Höchstgeschwindigkeit lag bei 204 km/h.
Zur Serienausstattung gehörten ein Fahrerairbag, ein Antiblockiersystem, eine Diebstahlsicherung mit Wegfahrsperre, Nissans Sonar Suspension II und Lederpolsterung. Darüber hinaus gehörten auch ein Bose-Audiosystem mit 4 Lautsprechern, ein Kassettenspieler und eine elektrische Mastantenne, eine Klimaautomatik, ein Tempomat, ein elektrisches Schiebedach, elektrische Fensterheber, elektrische Schlösser und elektrisch verstellbare Spiegel zur serienmäßigen Ausstattung. Infiniti legte großen Wert auf Komfort und Luxus, aber auch auf Einfachheit in der Auswahl der Ausstattung. So gab es für den M30 ab Werk keine Optionen, ein Mobiltelefon und ein CD-Player waren aber als Zubehör der Händler erhältlich.
Zum Modelljahr 1991 wurde ein Cabriolet eingeführt. Alle Cabriolets waren ursprünglich Coupés und wurden nach Kalifornien geliefert und von der American Sunroof Corporation (ASC) umgebaut. Das elektrische Stoffverdeck ließ sich per Knopfdruck bedienen. Im Gegensatz zum Coupé verfügten die M30-Cabriolets eine manuelle Klimasteuerung und ein serienmäßiges Active-Sound-Audiosystem. Das Cabrio-Modell wurde nie offiziell in Japan verkauft und war ausschließlich auf dem US-Markt erhältlich, obwohl in den letzten Jahren Cabriolets von Sammlern nach Japan importiert wurden.

Der M30 wurde nach dem Modelljahr 1992 und einer Produktionsmenge von etwa 17.000 Fahrzeugen eingestellt. Er wurde in der Infiniti-Produktpalette durch die J30-Limousine ersetzt.

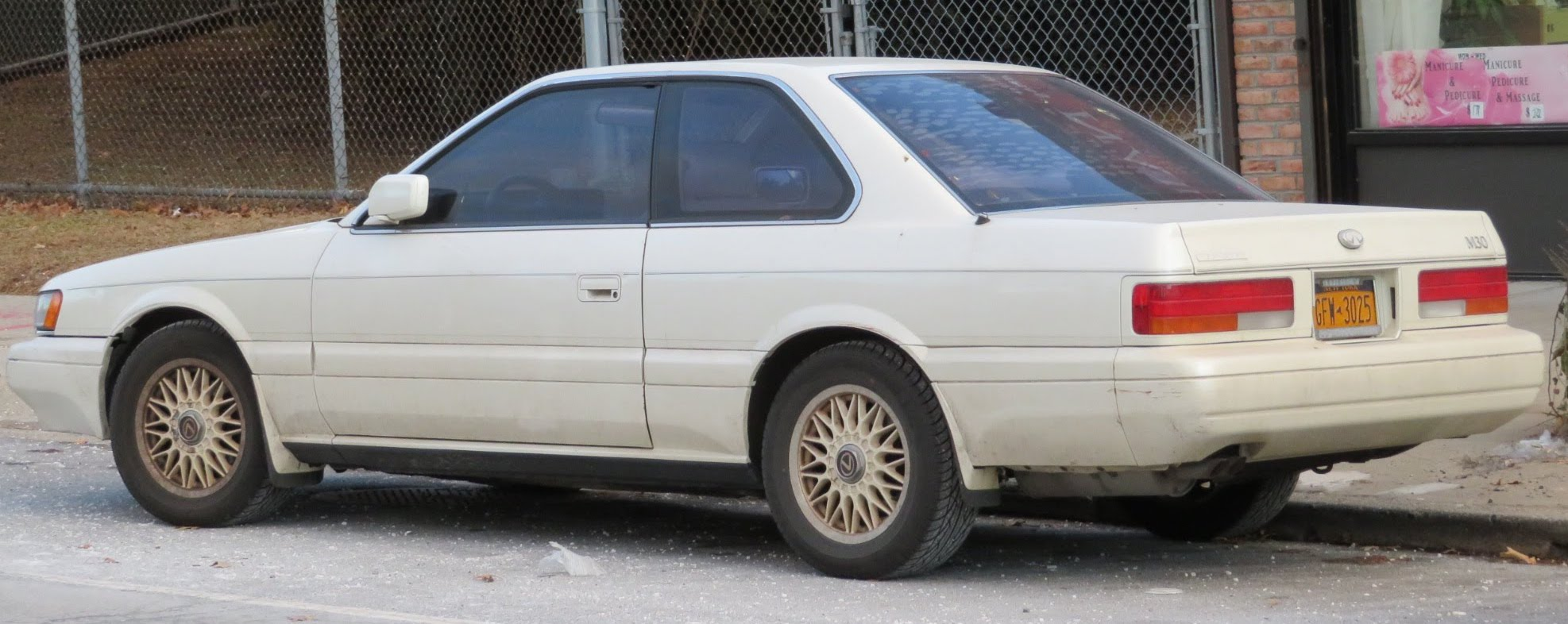
Heckansicht
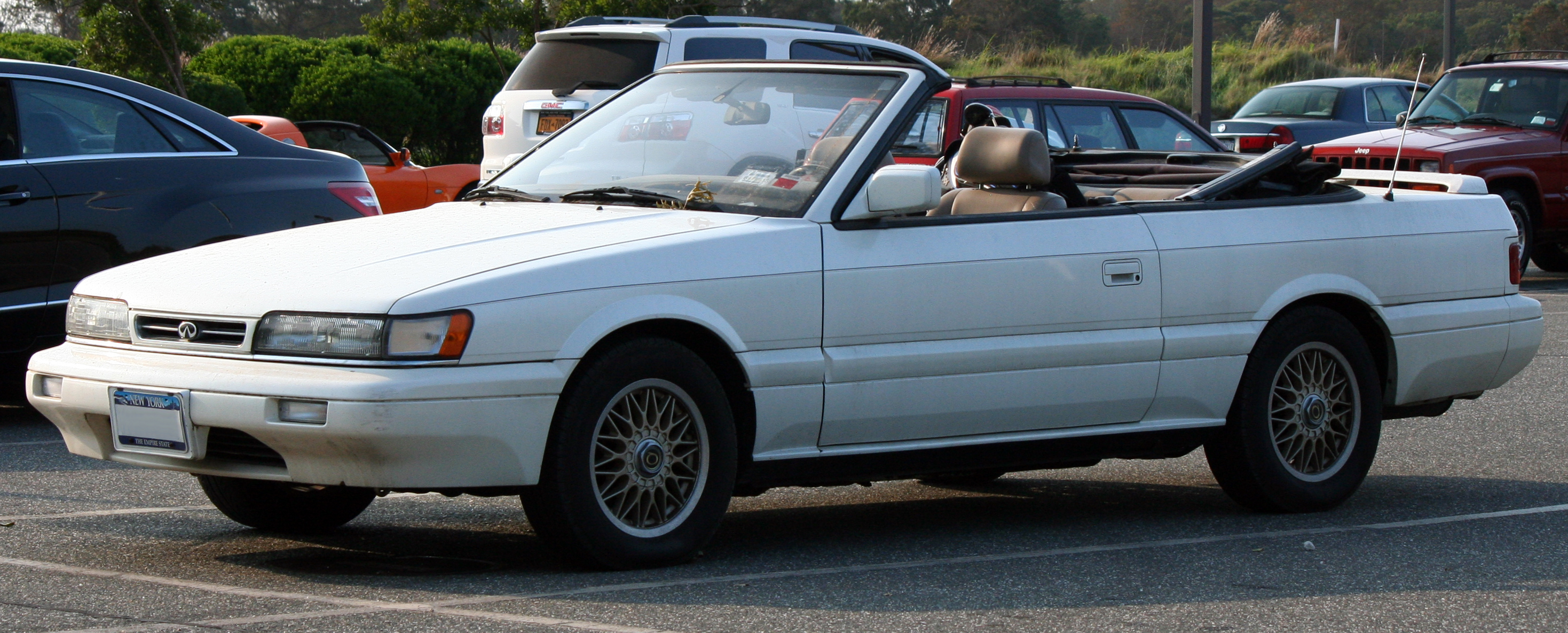
Cabrio
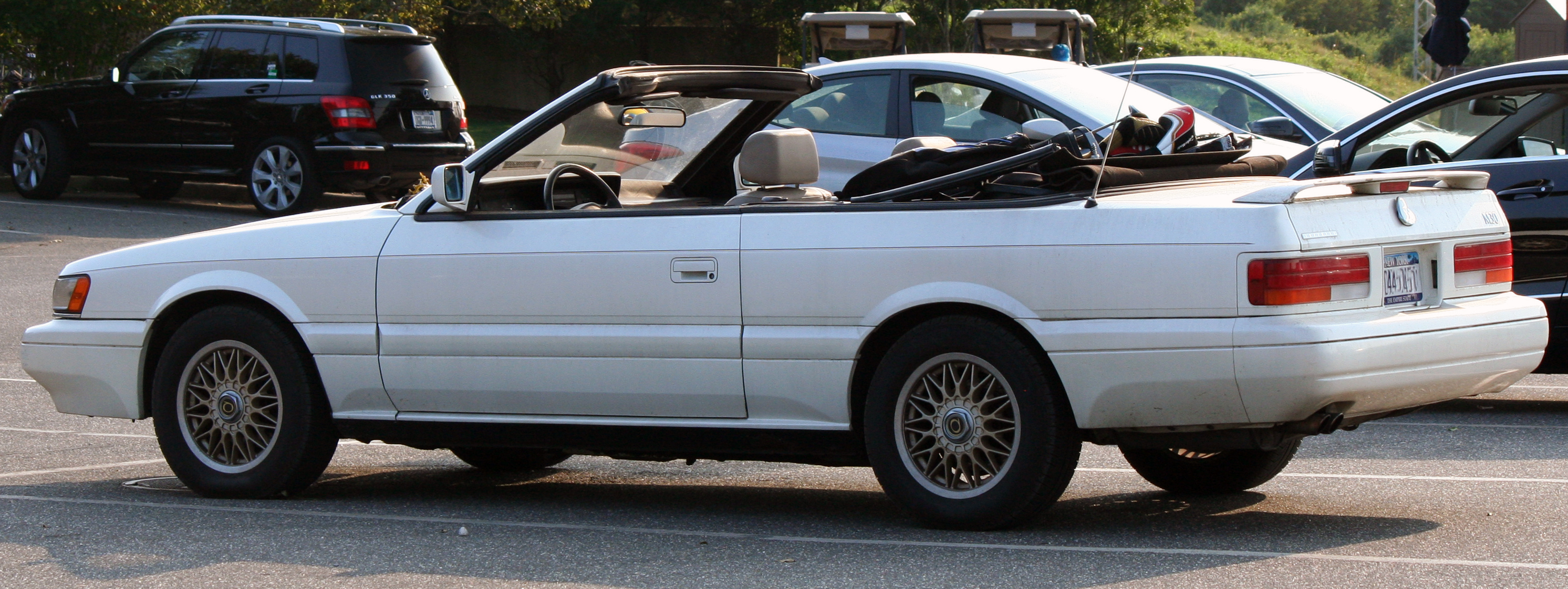
Heckansicht